# Samia Gamal

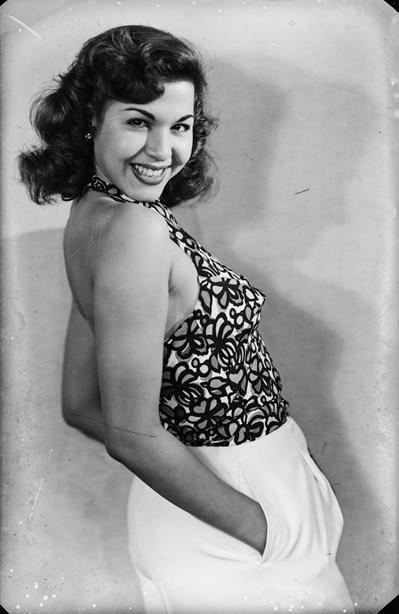
Samia Gamal, 1950er-Jahre.

Zainab Khalil Ibrahim Mahfouz, arabisch زينب خليل إبراهيم محفوظ, Künstlername Samia Gamal, arabisch سامية جمال (geb. am 5. März 1924 in Wana al-Qis, Gouvernement Bani Suwaif, gest. am 1. Dezember 1994 in Kairo) war eine ägyptische Bauchtänzerin und Schauspielerin. Sie gilt als Pionierin und Legende des Bauchtanzes bzw. Orientalischen Tanzes und des ägyptischen Films.

## Frühes Leben und Entwicklung zur Bauchtänzerin

### Frühes Leben
Zainab Khalil Ibrahim Mahfouz wurde 1924 in dem Dorf Wana al-Qis im Gouvernement Beni Suef geboren. Mit zwölf Jahren begann sich Gamals Tanztalent abzuzeichnen. Sie erkannte, dass ihre Zukunft in Kairo lag, besonders nach dem Tod ihres Vaters, als sie gezwungen war, als Näherin zu arbeiten.

### Treffen mit Badia Masabni und Entwicklung zur Tänzerin
Der EgyptToday zufolge berichtete Mahfouz im Alter von 15 Jahren einem Café-Betreiber von ihrem Wunsch eine Tänzerin zu werden und mit Badia Masabni zu arbeiten. Die Libanesin Badia Masabni war eine der bekanntesten Unterhaltungsikone ihrer Zeit und betrieb in Kairo einen Tanz-Nachtclub bzw. Cabrett, in dem sich der Orientalische Tanz klassischen Stils entwickelte. Masabni brachte die Karrieren vieler berühmter Bauchtänzerinnen ins Rollen, darunter die von Mahfouzs späterer Kontrahentin Tahiyya Kariokka. Von dem Café-Betreiber soll Mahfouz dann mit Masabni bekannt gemacht worden sein. Mahfouz wurde mit ihrem Vorbild Masabni bekannt gemacht und arbeitete zunächst als Statistin in Masabnis Tanzensemble. Masabni förderte die junge Tänzerin und vermittelte ihr Unterricht bei dem renommierten Tanzlehrer Isaac Dickson. Gamals Konkurrenz im Cabaret war hart, vor allem gegen die ältere Tahiyya Kariokka.

### Künstlername Samia Gamal
Masabni gab ihr schließlich den Künstlernamen Samia Gamal. Der Egypt Today zufolge hielt Masbani den Namen Zainab für eine Bauchtänzerin für unpassend. Im Islam tragen viele bedeutende Frauen den Namen, darunter die beiden Ehefrauen des Propheten Muhammad Zainab bint Dschahsch und Zainab bint Chuzaima, eine seiner Töchter (Zainab bint Muhammad) und seine Enkelin Zainab bint Ali, die insbesondere im schiitischen Islam eine bedeutende Figur ist. Der zweite Teil des Künstlernamens soll der Nachname des Café-Besitzers gewesen sein, der Mahfouz mit Masabni bekannt machte.

## Karriere

### Bauchtanz
Gamals Karriere stieg wie die ihrer Konkurrentin Tahiyya Kariokka zwischen 1930 und 1940 steil an, wobei sich die Stile der beiden Tänzerinnen grundlegend unterschieden. Wie Kariokka wurde Gamal zu einer Pionierin des modernen Orientalischen Tanzes, in seiner klassisch-ägyptischen Form. Gamal verband in ihrer Darbietung westliche Tanztechniken gelegentlich mit Ballettbewegungen.
Schon bald wurde Gamal in ihrer Funktion als Tänzerin zu einer offiziellen Vertreterin Ägyptens bei internationalen Veranstaltungen, darunter die Wohltätigkeitskonferenz des Roten Halbmonds und des Roten Kreuzes in Paris Mitte der 1940er-Jahre, an der auch König Faruq teilnahm.
Einem Bericht zufolge ging zu einer Zeit als Samia Gamal bereits berühmt war, ihr einer ihrer Schuhe gekaputt, woraufhin sie ausrutschte und sich kurzerhand auch den anderen Schuh auszog und – als erste Tänzerin – barfuß tanzte. Der Egypt Today zufolge sollen am nächsten Abend sämtliche Tänzerinnen in den Kairoer Nachtclubs barfuß aufgetreten sein.

### Schauspiel
Ab 1942 trat Gamal als Bauchtänzerin und Schauspielerin auch in Filmen auf und begann schließlich eine Schauspielkarriere; wobei sie als „die Brünette“ des ägyptischen Kinos wurde. Zwischen 1947 und 1952 arbeitete sie häufig mit Farid el Atrache zusammen, was zu einigen der bekanntesten musikalischen Filmproduktionen der Zeit führte. Die beiden sollen zudem ein Liebespaar gewesen sein.
Zwischen 1942 und 1972 spielte Gamal in mehr als fünfzig – meist ägyptischen – Filmen mit. 1954 spielte sie in der französischen Produktion Ali Baba, die weibliche Hauptrolle der Sklavin Mardschana aus dem Märchen Ali Baba und die vierzig Räuber; in Das Tal der Könige (1954) und Der Sohn des Scheik (1956) hatte sie Auftritte als Tänzerin.

## Privatleben
1951 heiratete Gamal den texanisch-amerikanischen Geschäftsmann Shepard King, der für sie zum Islam konvertierte. die Ehe wurde 1953 geschieden und Gamal kehrte nach Ägypten zurück.
1962 heiratete Gamal den ägyptischen Schauspieler Rushdi Abazah (1926–1980); die Ehe wurde 1977 geschieden.
Nach ihrer Heirat mit Rushdi Abaza zog sich Gamal zunehmend aus dem Filmgeschäft zurück. 1972 beendete sie ihre Film- und Tanzkarriere. Nach einem kurzen Comeback in den 1980er-Jahren entschied sie sich endgültig, das Rampenlicht zu verlassen. Samia Gamal starb am 1. Dezember 1994 nach sechstägigem Koma in Kairo.

## Filmographie (Auswahl)
- 1942: Gawhara
- 1942: Ali Baba wa al arbain harame (Ali Baba and the Forty Thieves)
- 1943: Mamnu al-Hob
- 1943: Min Fat Qadimuh
- 1943: Khafaya al-Madinah
- 1944: Russassa fil al-Qalb (A Bullet in the Heart)
- 1944: Abnaty
- 1945: Al-hub al-Awwal (Die erste Liebe)
- 1945: Taxi hantur (A Hansom Carriage)
- 1945: Ahmar Shafayif
- 1945: Al-Jins al-Latif
- 1945: Sharazad
- 1945: al-Bani adam (Sons of Adam)
- 1947: Habib al omr (The Love of My Life)
- 1947: El Ersane talata (The Three Suitors)
- 1947: El Ahdab (The Hunchback)
- 1948: Sahibat el amara (The Landlady)
- 1948: El Mughamer (The Adventurer)
- 1948: Bint al-Haz
- 1949: Bahebbak inta (I Love You Only)
- 1949: Agaza fel gahannam (Holidays in Hell)
- 1949: Hawk of the Nile
- 1949: Afrita hanem (Lady Afrita; Lady Genie; Little Miss Devil; The Genie Lady)
- 1950: Asmar wa-Jamil
- 1950: Akher kedba (The Final Lie)
- 1950: Sat al-Husn
- 1950: Amir al-Intiqam (The Count of Monte Cristo)
- 1950: El Sakr (The Falcon)
- 1950: La Nuit des étoiles
- 1951: Intiqam al-Habib
- 1951: Khad al-Jamil
- 1951: Taa la salim (Come and Say Hello)
- 1952: Al-wahsh (The Monster)
- 1952: Nachala hanem (The Lady Pickpocket)
- 1952: Ma takulshi la hada (Tell No-one; Don't Tell Anyone)
- 1953: Ketar el lail (The Night Train)
- 1954: Raqsat al-wadah (The Farewell Dance)
- 1954: Ali Baba
- 1954: Das Tal der Könige
- 1955: Le Masque de Toutankhamon / Le Trésor des pharaons
- 1955: Sigarah wa kas (A Glass and a Cigarette)
- 1956: Awwal Gharam
- 1956: Der Sohn des Scheik
- 1956: Zanubah
- 1957: Habiby al-Asmar
- 1957: Habiby al-Asmar
- 1957: Gharam al-miliunayr (Love of the Millionaire)
- 1959: Kull daqqa fi qalbi (Every Beat of My Heart)
- 1959: Maweed maa maghoul (Rendezvous with a Stranger)
- 1959: El Ragul el thani (The Second Man)
- 1960: Sukar Hanim
- 1960: Wa Ada al-Hubb
- 1960: Nagham el hazineEl (Sad Melody)
- 1961: Waada el hub (And Love Returned)
- 1962: Marhaban Ayuha al-Hubb
- 1962: Abu al-Layl
- 1963: Tarik al shaitan (The Way of the Devil)
- 1963: Zuqaq al-Madaq
- 1964: Bint al-Hatah
- 1972: al-Shaytan wa-al-Kharif
- 1972: Saat al-Sifr